# Паоло Бачигалупі
Паоло Бачіґалупі (англ. Paolo Bacigalupi; нар. 6 серпня 1972) — американський письменник-фантаст, автор короткої прози і двох романів, удостоєних різноманітними галузевими преміями. За освітою вебдизайнер і програміст, редактор мережевих видань.

## Біографія
Народився 6 серпня 1972 року в у маленькому містечку Паонія в Колорадо, США. Виховувався у родині хіпі. Вивчав китайську мову в Оберлінському коледжі у штаті Огайо. Невдовзі поїхав продовжити навчання в Китаї, спочатку в Куньмін, а згодом до Пекіна. Протягом деякого часу там працював, а тоді почав подорож країнами Південно-Східної Азії. Після повернення до США, жив у Бостоні, де працював у фірмі, що займалася створенням інтернет-сторінок. У цей час також почав писати фантастику. На деякий час знову повернувся до Китаю, збираючи матеріали для книжки, але під кінець оселився у рідному штаті Колорадо.
Має дружину і сина.

## Творчість і нагороди
Першим твором Бачигалупі, опублікованим у березні 1999 року, стало оповідання «Кишеня повна дгарми» (англ. Pocketful of Dharma), яке, як і більшість оповідань письменника, вийшло на сторінках журналу «Фентезі & Сайнс фікшн». Також публікував твори у складі антологій та на сторінках журналу «Азімовз сайнс фікшн».
2006 року отримав Меморіальну премію імені Теодора Стерджона за оповідання «Спеціаліст по калоріях» (англ. The Calorie Man), а 2008 року здобув премію «Локус» за збірку «Помпа номер 6 та інші оповідання» та однойменне оповідання. Також номінувався на премії імені Стерджона, «Г'юґо» та «Неб'юла» за такі видання: «Флейтистка» (англ. The Fluted Girl), «Люди піску і попелу» (англ. The People of Sand and Slag), «Чоловік з жовтою карткою» (англ. Yellow Card Man), «Гравець» (англ. The Gambler). Його дебютний роман — «Механічна дівчина» — здобув у 2010 році усі найбільші нагороди: «Локус», Г'юґо", «Неб'юла», премію імені Джона Кемпбелла та Комптона Крука.

### Романи
- «Механічна дівчина» (The Windup Girl, 2009)
- «Руйнівник кораблів» (Ship Breaker, 2010)
- «Затоплені міста» (The Drowned Cities, 2012)
- «Зомбі бейсбол бітдавн» (Zombie Baseball Beatdown 2013)
- «Фабрика сумнівів» (The Doubt Factory 2014))
- «Водяний ніж» (The Water Knife 2015)
- «Інструмент війни» (Tool of War 2017)

### Збірки
- «Помпа номер 6 та інші оповідання» (Pump Six and Other Stories, 2008)

### Інше
- «Маленькі жертви» (Small Offerings 2007)
- «Гравець» (The Gambler, 2008)
- «Алхімік» (The Alchemists, 2011)